# 58th (métro de Chicago)
58th  est une ancienne station aérienne de la ligne verte du métro de Chicago.

## Histoire
La station fut créée sur base des dessins de l’architecte Myron H. Church sur le réseau de la  South Side Rapid Transit dans le cadre de la prolongation de la ligne vers le site de l'Exposition universelle de 1893 à Jackson Park.
La Chicago Transit Authority commença à rénover 58th en remplaçant son auvent en 1985 mais faute de budget, elle ne put continuer la restauration de son accès aux quais en 1986. La décision fut reportée plusieurs fois avant qu'elle ne ferme le 9 janvier 1994, comme le reste de la ligne verte afin de la rénover entièrement.
Néanmoins, considérant les lignes de bus à proximité et le transfert aisé vers Garfield, 58th ne rouvrit jamais.
Elle est aujourd'hui toujours visible sur le réseau et sert de lieu de repos (les commodités y existent toujours) et de station d'écolage pour les chauffeurs de la Chicago Transit Authority.
| 58th   |                    |       |                  |          |
| Départ | Station précédente | Ligne | Station suivante | Terminus |
|        | Garfield           | █     | Halsted          |          |
|        | Garfield           | █     | King Drive       |          |

## Notes et références

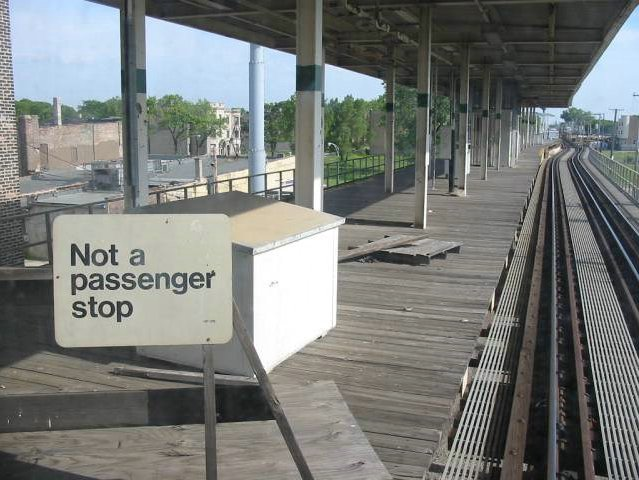